# Made in Italy (film din 1965)
Made in Italy (titlul original: Made in Italy) este un film de comedie italian, realizat în 1965 de regizorul Nanni Loy. Filmul are treizeci de episoade grupate în cinci secțiuni (Obiceiuri și tradiții; Femeia; Munca; Cetățeanul, statul și biserica; Familia) și descrie obiceiurile italienilor, între o secțiune și alta sunt inserate un intermezzo: patru muncitori aflați la bordul unui avion cu direcția Stockholm, anticipează secțiunea următoare.  
Pentru realizarea acestui film, Nanni Loy a ales un număr mare de actori, de talie internațională. 

## Distribuție
- Episodul Obiceiuri și tradiții (Usi e costumi)
  - Renzo Marignano
  - Claudio Gora
  - Marina Berti
  - Lionello Pio Di Savoia
  - Lando Buzzanca - Giulio
  - Jolanda Modio
  - Aldo Giuffré - Vincenzino
  - Walter Chiari - Enrico
  - Lea Massari - Monica
- Episodul Munca (Il lavoro)
  - Gino Mucci - Luigino
  - Milena Vukotic - soția lui Luigino
  - Aldo Fabrizi - tatăl lui Claudio
  - Nino Castelnuovo - Claudio Pira
  - Mario Pisu - avocatul
  - Ester Carloni
  - Adriana Vianello - Fiorella
  - Rosalia Maggio
  - Michele Abruzzo
  - Pietro Carloni - judecătorul
  - Enzo Liberti
  - Anita Todesco
- Episodul Femeia (La donna)
  - Virna Lisi - Virginia
  - Giulio Bosetti - Renato
  - Catherine Spaak - Carolina
  - Fabrizio Moroni - Gianremo
  - Mario Meniconi
  - Sylva Koscina - Diana
  - Jean Sorel - Orlando
- Episodul Cetățeanul, statul și biserica (Cittadini, Stato e Chiesa)
  - Nino Manfredi - Attilio Lamborecchia
  - Carlo Pisacane
  - Gigi Reder - tutungiu
  - Carlo Taranto - funcționar
  - Ugo Fangareggi
  - Enzo Petito
  - Adele Spadaro
  - Sandro Penseri
- Episodul Familia (La Famiglia)
  - Peppino De Filippo - Mimì
  - Tecla Scarano - mama lui Mimì
  - Guido Leontini - fermierul "prolific"
  - Andrea Checchi - soțul Adelinei
  - Alberto Sordi - Silvio
  - Anna Magnani - Adelina
  - Rossella Falk - Erminia
  - Claudie Lange - amanta lui Silvio
- Emigranți
  - Giampiero Albertini
  - Aldo Bufi Landi
  - Adelmo Di Fraia
  - Antonio Mazza
  - Renato Terra
- Solvi Stübing - stewardesă
- Lars Bloch - stewart
- Anita Durante